# ألان هندري
ألان هندري (بالإنجليزية: Allan Hendry)‏ هو عالم فلك أمريكي، ولد في 1950.